# Álvaro Mesén
Álvaro Mesén Murillo (ur. 24 grudnia 1972 w Alajueli) – kostarykański piłkarz. Od 2008 roku gra na pozycji bramkarza w klubie z rodzimej ligi, Municipal Liberia.
Mesen stał się znany w kraju grając w LD Alajuelense ze swojego rodzinnego miasta, uczestniczył także w kampanii FIFA – Światowy Marsz Przeciwko Wykorzystywaniu Nieletnich podczas MŚ 2002. W Alajuelense grał do 2004 roku i wtedy przeszedł do CS Herediano, gdzie grał do 2006 roku. Z kolei w latach 2006-2007 był piłkarzem Brujas FC.
Bramkarz zadebiutował w reprezentacji Kostaryki w listopadzie 1999 roku. Do zakończenia kariery reprezentacyjnej 38-krotnie bronił barw Los Ticos. Był ulubieńcem selekcjonera Gilsona Nunesa, ale nieszczęśliwie dla niego Alexandre Guimarães miał już inne pomysły taktyczne i stracił swoje miejsce w bramce. Został przezeń powołany na dwa ważne turnieje – mundial w 2002 oraz w 2006 roku, ale nie spędził wówczas na boisku ani jednej minuty.